# The Girl He Left Behind
The Girl He Left Behind è un cortometraggio muto del 1912 diretto da Otis B. Thayer.

## Trama
Un povero chimico ha inventato un apparato per un'illuminazione di grande potenza. Stanco e affamato, cade addormentato. Nel sogno rivede la fidanzata nei bei tempi andati. Lui si reca negli uffici di un'industria interessata alla sua invenzione. Lì, vuole dare una dimostrazione di grande effetto ma l'entusiasmo lo tradisce e si confonde, mescolando dei gas sbagliati e provocando un'esplosione. La sua invenzione va in mille pezzi: demoralizzato, torna nella sua soffitta, dove trova la causa del suo errore. Vorrebbe ritornare dagli industriali per riproporre la sua invenzione quando incontra degli amici che lo stanno cercando da anni. Il presidente e i direttori della compagnia vengono invitati nella soffitta dove assistono alla dimostrazione che ha finalmente successo. Abel è finalmente riunito alla sua amata, la ragazza che si era lasciato indietro.

## Produzione
Il film fu prodotto dalla Selig Polyscope Company.

## Distribuzione
Distribuito dalla General Film Company, il film - un cortometraggio di una bobina - uscì nelle sale cinematografiche statunitensi il 5 febbraio 1912.